# Gandhari
Gandhari (sanskrit: गांधारी) är en viktig karaktär i det indiska eposet Mahabharata. Hon var gift med Dhritrashtra, kungen av Hastinapura. Tillsammans hade de hundra söner, kaurava. I den indiska byn Hebbya, som ligger i Nanjangūd i Mysore, finns ett tempel tillägnat Gandhari, byggt 2008.